# Helianthinae
Helianthinae es una subtribu de la tribu Heliantheae, familia de  las asteráceas. Contiene los siguientes géneros:

## Géneros
| - Aldama - Alvordia - Bahiopsis - Calanticaria - Helianthus - Heliomeris - Hymenostephium - Iostephane - Lagascea | - Pappobolus - Phoebanthus - Rhysolepis - Sclerocarpus - Simsia - Stuessya - Syncretocarpus - Tithonia - Viguiera |